# Toledonia circumrosa
Toledonia circumrosa is een slakkensoort uit de familie van de Diaphanidae. De wetenschappelijke naam van de soort is voor het eerst geldig gepubliceerd in 1904 door Thiele.